# Zelman
Zelman (născut Zelman Oceakovski; în rusă Зельман Очаковский; n. 1905, Romanovca, Imperiul Rus – d. 1944, Grignan, Drôme, Franța) a fost un evreu basarabean și pictor francez.

## Biografie

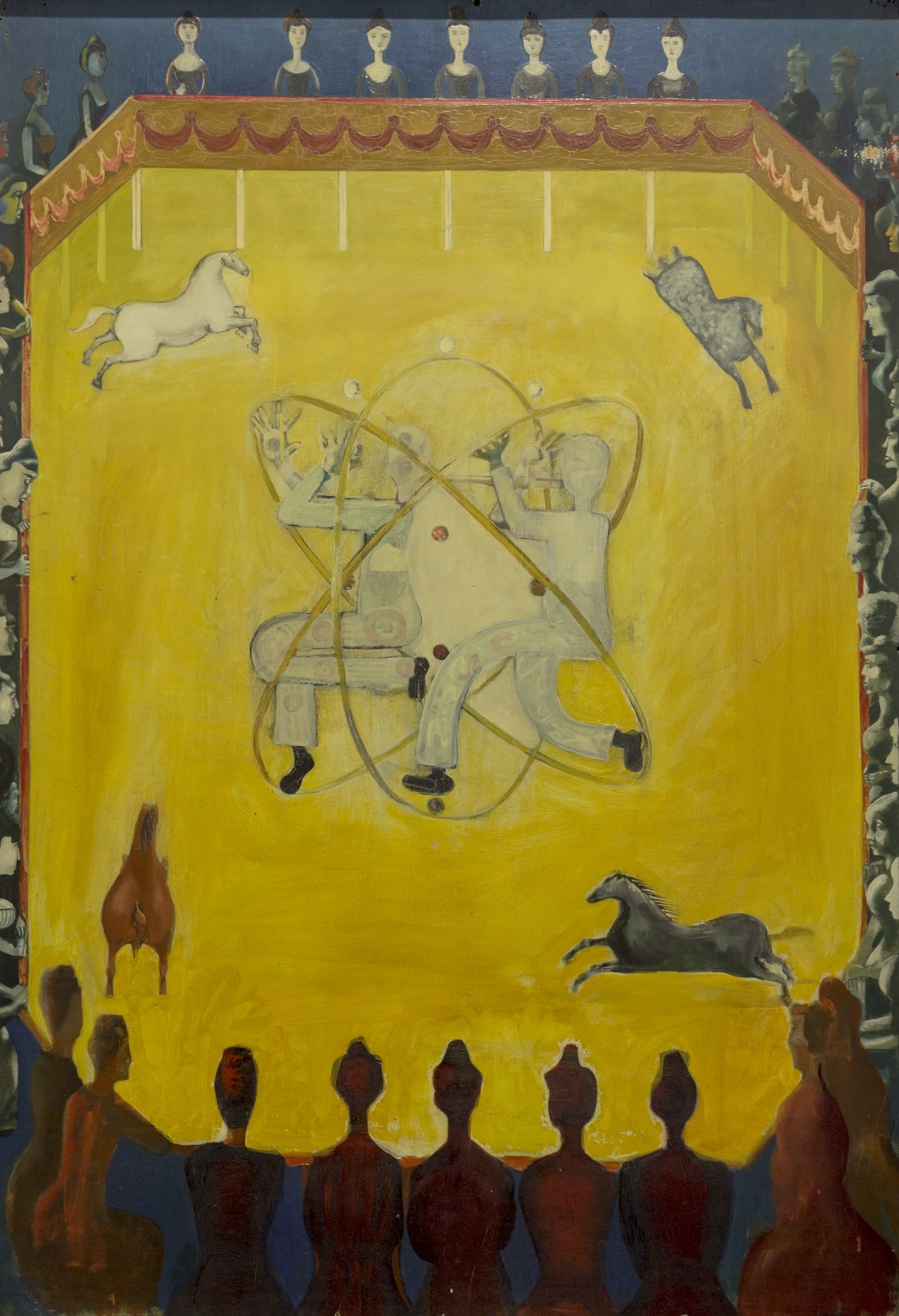
Le Cirque, huile et tracé préalable au crayon partiel sur panneau de contreplaqué de Zelman.

S-a născut în colonia evreiască Romanovka (acum orașul Basarabeasca) din ținutul Bender, gubernia Basarabia, Imperiul Rus. În anii 1919-1923 a studiat la Școala de Arte Plastice din Chișinău sub conducerea lui Șneer Kogan. Din 1923 a studiat arhitectura la Școala de Arte Decorative din Paris. Între 1926 până în 1932 a fost într-un sanatoriu.
Din 1935 a studiat la Academia Ranson, unde a devenit prieten apropiat cu Jean Le Malé, Étienne Martin, Jean Bertholle și François Stahly, cu care a participat la expoziții colective ale Academiei organizate de grupul Témoignage din Lyon (1938-1939). 
În 1937 a proiectat unul dintre pavilioanele franceze pentru expoziția internațională de la Paris. În 1939, a condus proiectul de pictare a tavanului de 1400 de metri pătrați al pavilionului francez al Expoziției Mondiale din New York (cu participarea lui Etienne Martin și Jean Le Malé). A existat și o expoziție de picturi comună a lui Zelman, Berthollet și Le Malé, prezentată ulterior în galeria din Manhattan, Julien Levy. După izbucnirea celui de-Al Doilea Război Mondial s-a refugiat la Nyon, liber de ocupație. În septembrie 1941 a luat parte la decorarea Eden-Bar din Marsilia (împreună cu Martin, Stahly, Jacques Hérold și Bernard Zehrfuss). În 1943, a lucrat în comuna artiștilor din Oppède, iar în 1943 cu Martin și Le Malé a pictat frescele fațadei Bisericii Église Notre-Dame-de-Toute-Grâce du plateau d'Assy⁠(fr)[traduceți].
A murit de tuberculoză în 1944. O expoziție postumă a fost organizată în ianuarie 1946 de Marcel Michaud la Galeria Folclor din Lyon.